# Carnival Splendor
El Carnival Splendor es un crucero de la clase Concordia operado por Carnival Cruise Line. Como es el único barco de la clase Concordia en la flota de Carnival, también se le conoce como barco de la clase Splendor. Sus otros barcos gemelos son parte de la flota de Costa Cruceros. El barco se diseñó y ordenó originalmente para Costa Cruceros, pero fue transferido a Carnival Cruise Line durante la construcción.
El barco, con un arqueo bruto (GT) de 113.323 toneladas, entró en servicio el 2 de julio de 2008 como el barco de Carnival más grande hasta que Carnival Dream inició sus operaciones en septiembre de 2009.